# Musselshell County
Musselshell County is een county in de Amerikaanse staat Montana.
De county heeft een landoppervlakte van 4.836 km² en telt 4.497 inwoners (volkstelling 2000). De hoofdplaats is Roundup.